# Mariusz Kempys
Mariusz Kempys (ur. 29 stycznia 1977) – polski piłkarz ręczny, rozgrywający.

## Kariera sportowa
Wychowanek klubu GKS Olimpia Piekary Śląskie, którego zawodnikiem został w wieku 12 lat. W sezonie 2006/2007, w którym był obok Arkadiusza Miszki najlepszym strzelcem swojego zespołu (w 29 meczach rzucił 122 bramki), zajął z Olimpią 4. miejsce w ekstraklasie. W sezonie 2007/2008 został królem strzelców najwyższej klasy rozgrywkowej – zdobył 190 bramek (ex aequo z Michałem Adamuszkiem).
W ekstraklasie występował również w barwach Piotrkowianina Piotrków Trybunalski (2008–2009) i NMC Powen Zabrze (2009–2010). W 2010 powrócił do GKS Olimpii, zajmując w sezonie 2010/2011 2. miejsce w klasyfikacji najlepszych strzelców I ligi (145 bramek). W 2014 został zawodnikiem nowo powstałego MKS Olimpia Piekary Śląskie. W 2017 roku zakończył karierę. Na sportowej emeryturze nie wytrzymał jednak zbyt długo, bowiem od sezonu 2019/2020 jest zawodnikiem MUKS Zagłębie ZSO 14 Sosnowiec występującego na poziomie I ligi. 

## Sukcesy
Indywidualne
- Król strzelców ekstraklasy: 2007/2008